# エドマンド・アンドロス
エドマンド・アンドロス（Sir Edmund Andros、Edmond 1637年12月6日 - 1714年2月24日）はイングランドの北アメリカ植民地の総督。名前の綴りはエドモンド（Edmond）とも。ニューヨーク総督、ニューイングランド総督、バージニア総督、メリーランド総督を歴任した。本来の肩書きはガーンジー島を管轄するガーンジー代官であり、総督として北アメリカに赴任中も併任状態にあった。
アンドロスはステュアート朝の熱心な支持者であったガーンジー島代官の息子として生まれ、王政復古でチャールズ2世が即位すると長年の忠節に報いて家は厚遇された。エリザベス・ステュアートの廷臣としても活動し、続けて第二次英蘭戦争にも従軍するなど外交や軍事経験も積んだ。
1674年、父の死によって代官職を継承すると同時に、王弟ヨーク公ジェームズより、奪還したばかりのニューヨーク植民地の総督に任命される。1685年にヨーク公がジェームズ2世として国王に即位するとさらに新設されたニューイングランド王領の総督に抜擢された。しかし、名誉革命が起こるとボストン暴動によって市民に拘束され、放逐された。父の代から長らくチャールズやジェームズに使えた忠臣であったものの、 新国王ウィリアム3世や、次代のアン女王からの信任も厚く、外交官やバージニア植民地総督として活躍し、1714年にロンドンで亡くなった。
一般にアンドロスはニューイングランド総督時代の強権的手法から市民暴動を招き排除された悪名高き政治家と認識されている。また、よく著名人が政敵となり悪評が多く残った。しかし、当時においてニューヨークとバージニアの総督時代の評価は高く、彼を任命した国王や政府からの厚い信任を受けた。特にイロコイ連邦との和平を構築したことは彼の代表的な功績の1つに挙げられる。

## 経歴

### 前半生

エドマンド・アンドロスが用いた紋章

1637年12月6日にロンドンにてガーンジー代官アミス・アンドロスの息子として生まれる。アミスはチャールズ1世の忠実な支持者であり、母エリザベス・ストーンは、王妹で元ボヘミア王妃エリザベス・ステュアートの廷臣であった。父は清教徒革命で1649年にチャールズが処刑された後も、国外に亡命したその家族らを支援し続け、1660年の王政復古でチャールズ2世が即位すると、その忠節は称賛された。
一説によれば、少年時代のアンドロスは最後の王党派の拠点として1651年に降伏したガーンジー城にいたとされている。しかし、これを裏付ける史料はない。1645年に母と共に島から脱出した可能性がある。
1656年、伯父で騎兵隊の隊長であったサー・ロバート・ストーンに弟子入りした。1659年のコペンハーゲン救援（北方戦争）を含む、デンマークでの2つの冬季戦役にも従軍した。また1660年には1662年に彼女が亡くなるまでオランダに滞在するエリザベス・ステュアートに仕えた。これら経験から、フランス語・スウェーデン語・オランダ語に堪能になった。
1665年に第二次英蘭戦争が起こるとイングランド軍として従軍し、1666年にサー・トビアス・ブリッジの連隊の士官としてバルバドスに派遣された。2年後にイングランドに戻る際には伝令役を担った。
1671年、ヨークシャーのウェスト・ライディング（現ノース・ヨークシャー）のバーンソールのトマス・クレイヴンの娘メアリー・クレイヴンと結婚した。
トマスは、王妃エリザベス・ステュアートの側近の一人であったクレイヴン伯ウィリアムの従兄弟の息子にあたる人物で、アンドロス家はウィリアムと長年の王妃の後援者として友好関係にあった。
1672年に彼は隊長（Major）に任命された。

### ニューヨーク総督

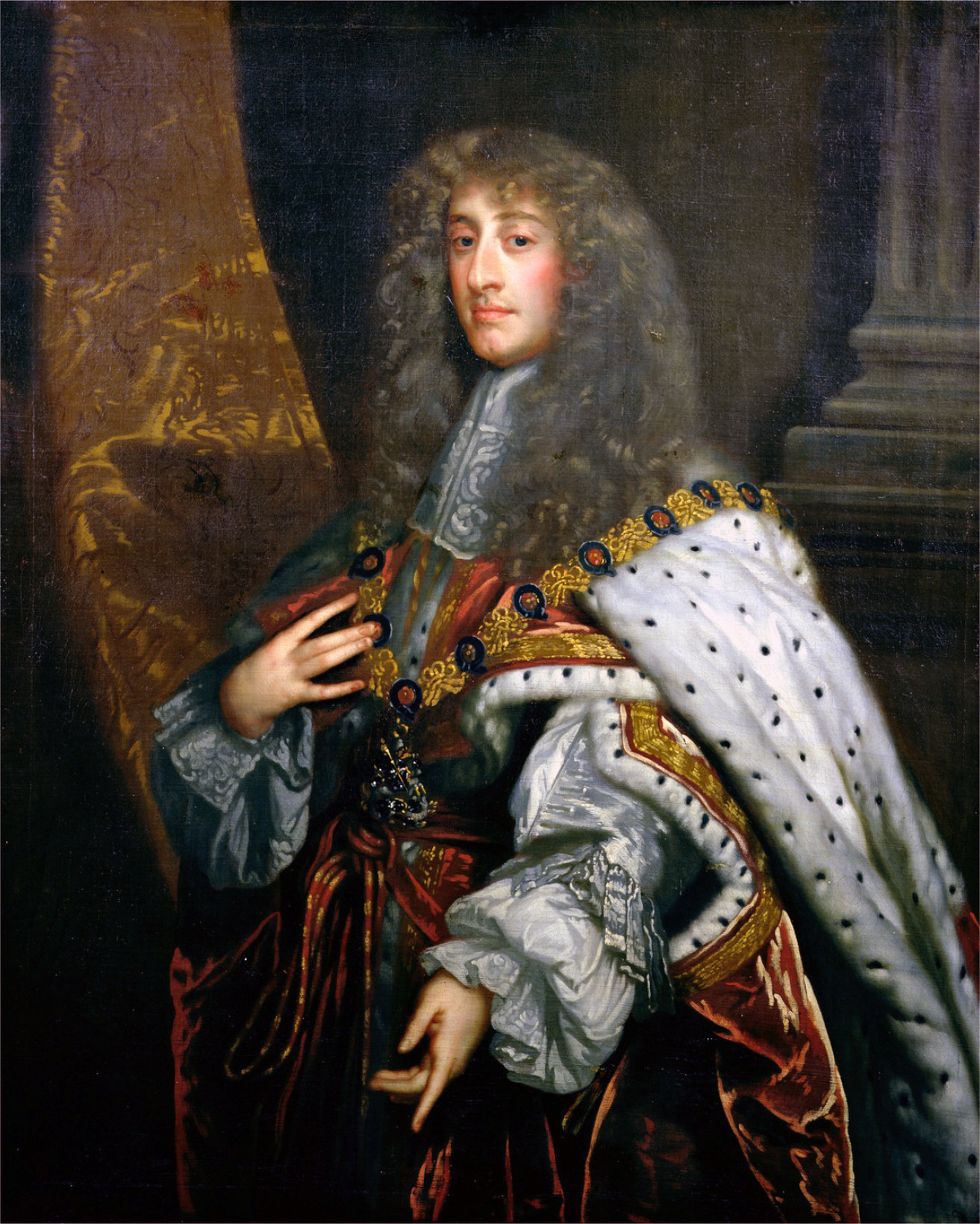
ヨーク公時代からアンドロスを重用したジェームズ2世の肖像画

1674年に父アミスが亡くなり、アンドロスは一族の所有地を相続した。これはガーンジー島以外にもアンヴィル領などの領地も含まれており、また、ソーマレズ荘園も新規に取得した。
加えてガーンジー代官職も引き継いだ。この職は終身制であり、代理官を任命できる権限があった。そこでアンドロスは叔父でアンヴィル領主であったチャールズ・アンドロスを代理官に任命し、ガーンジー代官の執務を行わせた。これにより、アンドロスはガーンジー島外に赴任することが可能となった。
同年、アンドロスは王弟ヨーク公ジェームズ（後のジェームズ2世）により、彼が領有するニューヨーク植民地の総督に任命された。
ニューヨークは元はオランダ領ニューネーデルラント植民地であったが、第2次英蘭戦争の結果、1664年にイングランドに割譲され、領主となったジェームズの肩書きより、ニューヨークと名付けられた。
第3次英蘭戦争（1673年-1674年）でオランダに奪還されるも、1674年のウェストミンスター条約によって再度イングランド領として確定したという経緯があった。この当時のニューヨーク植民地の領域は、現在のニュージャージー州全域を含み、ニューアムステルダム（ニューヨーク市）からオールバニまでのハドソン川沿いのオランダ領、ロングアイランド、マーサズ・ヴィニヤード、ナンタケットを含んでいた。
このため、総督してのアンドロスの任務にはオランダの現地政府と交渉して、平和裏に領土の引き渡しを受けるというものも含まれていた。
また、17世紀に設立されたイングランドのアメリカ植民地は特許状に記された範囲が重複していたり、曖昧であったりするなど、植民地間で境界紛争を抱えていることがよくあり、ニューヨークもまた、元がオランダ領であったことも拍車をかけて南北に境界紛争を抱えていた。
1674年10月下旬に、アンドロスはニューヨーク港に到着した。現地の代表者及びオランダ側の総督であるアンソニー・コルブと交渉し、11月10日に引き渡しが行われた。この交渉ではアンドロスは、現地のオランダ人住民の財産権と、（イングランド国教会ではない）プロテスタント信仰を維持することを保証した。

#### コネチカット境界紛争
ニューヨーク植民地は北東部に隣接するコネチカット植民地と境界紛争を抱えていた。
もともと、コネチカット川以西はオランダ人が植民しており、ニューネーデルラントの範囲もそこまであった。その後、1636年・1637年にイングランド人によってコネチカット川沿いにコネチカット植民地とニューヘイブン植民地が建設されて領土問題が発生し、最終的に1650年のハートフォード条約でイングランド側の領有が認められた地域であった。さらに1664年にはハドソン川の東20マイル（32km）にまで境界線が押し下げられていた。
ヨーク公はこれら経緯を認めず、この意向を受けたアンドロスは着任間もない1675年初頭に本来のニューヨークの領域を回復すると表明した。コネチカット政府は反発し、過去の条約を根拠に挙げたが、アンドロスはヨーク公によって過去の取り決めは上書きされたと強硬姿勢をとった。
1675年6月にフィリップ王戦争（後述）が勃発すると、アンドロスはこれを口実に7月、小部隊を率いて船でコネチカットに向かい、改めてヨーク公の領有権を主張した。
7月8日に川の河口にあるセイブルックに到着したが、そこにあった砦にはイングランド国旗を掲げたコネチカット民兵によって占拠されていた。
上陸したアンドロスは砦の指揮官と短い挨拶を交わし、任務書を読み上げるとそのままニューヨークに戻った。
コネチカットとの境界紛争でアンドロスが実際に行ったのはこれだけであったが、この強権的な態度はコネチカット住民の記憶に残り、後にニューヨークがその権威を主張した時にも思い出させることに繋がった。

#### フィリップ王戦争とイロコイ連邦との友誼

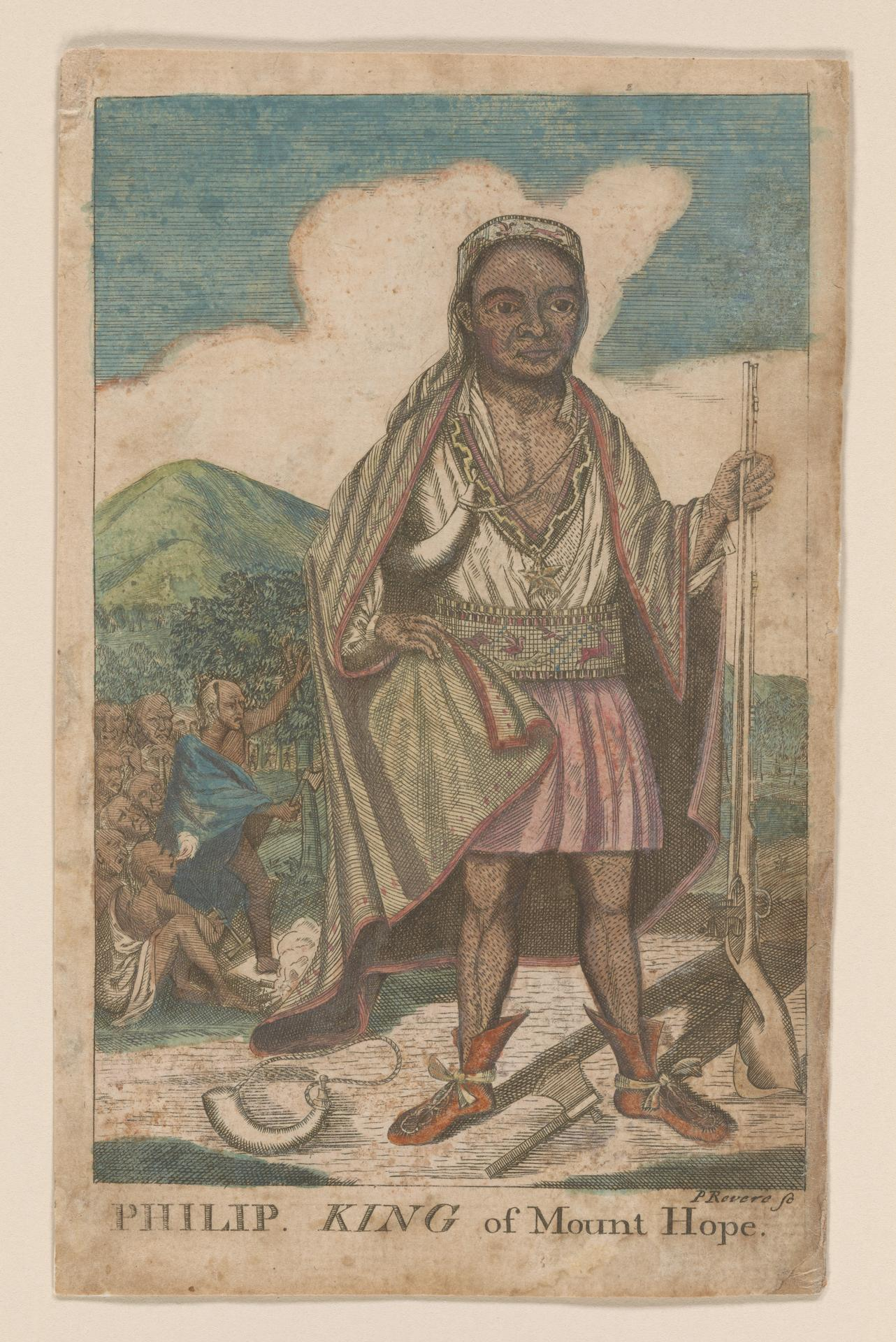
フィリップ王ことメタコメットを描いた木版画。（ポール・リビア作、1772年）

1675年6月、それまでイングランドと友好的であったワンパノアグ族の指導者・メタコメット、通称フィリップ王が、度重なる白人の侵略的態度に激怒し、蜂起した。彼らはニューイングランド地域（ニューヨークを含まず、マサチューセッツなど、それより北部の地域）のイングランド入植地を次々と襲撃した（フィリップ王戦争）。
コネチカット遠征の後、アンドロスは関係構築のためにイロコイ連邦の土地を訪問した。
彼は歓迎され、これまでオランダ人が行っていた銃器提供の取引も継続することで同意した。このことはフランスによるイロコイへの懐柔政策を鈍らせることに貢献した一方で、フィリップ王戦争において、アンドロスがイングランドの敵対部族に銃器提供を行っているという告発にも繋がってしまった。実際には、アンドロスはフィリップ王の同盟者への武器供与禁止命令を出したり、ロードアイランド植民地に火薬の提供を行い、それがフィリップ王の同盟者であったナラガンセット族の本拠地攻撃に用いられたりしていた。いずれにせよ、この告発はアンドロスとマサチューセッツとの関係を悪化させたが、イロコイとの取引はイングランド本国では承認された。
イロコイとの会談では、アンドロスはコラー（Corlaer）という名前を与えられた。歴史的にイロコイがニューネーデルラントのオランダ人総督にも用いていた名前で、ニューヨークとしてイングランド領になった後も歴代総督に用いられていたものであった。
もう1つの成果として、オールバニにインディアン問題を扱う専門部局が設立された。その初代局長にはロバート・リビングストンが選ばれた。
冬に入ると、フィリップ王はマサチューセッツ西部のバークシャーにいることが知られており、ニューイングランド地域の白人たちはアンドロスが彼を匿っていると非難した。これはフィリップ王の狙いがイロコイ連邦と同盟し、彼らを戦争に引きずり込む狙いがあったとの予測に基づく。しかし、歴史家ジョン・フィスクはこの見解を否定し、むしろ、フィリップ王の狙いはオールバニへの攻撃であったとしている。
アンドロスはニューヨーク軍をマサチューセッツに派遣してフィリップ王を攻撃すると申し出たが、以前の狙い通りにコネチカットを領有化する策謀だと疑われ、拒絶された。その代わりに、イロコイ連邦のモホーク族がフィリップ王の軍勢と戦い、彼らを東に追いやった。
ここに至ってコネチカット当局はアンドロスに支援を求めたが、以前は拒否されたことから「なんと奇妙なことだ」と言うと、この要請を拒絶した。
1676年に入るとフィリップ王は討たれ、ニューイングランド南部での戦闘は収まったが、いまだに北部はアベナキ族との火種がくすぶっていた。そのため、ヨーク公の所領であった現在のメイン州に向かい、ペマクイド（現在のブリストル）に砦を建設した。この時、アンドロスはヨーク公領で干し魚を作ることを禁じ、マサチューセッツの漁師の反発を受けた。
1677年11月にアンドロスはイングランドに一時帰国し、越年した。
この帰国期間には総督としての功績に対してナイト爵が与えられた。

#### 南部境界論争と盟約の鎖
アンドロスが総督に任命された当時、まだペンシルベニア植民地はなく、現在のデラウェア州に相当する地域は公的にはニューヨークの管轄であり、その南端はボルティモア男爵家のメリーランド植民地と接していた。
1932年に建設されたメリーランドの北部領域の特許上の定義は曖昧であり、しばしば境界紛争を招いた。特に1672年、領主のセシル・カルバートと、その息子で副総督のチャールズ・カルバートは、ニューヨーク領であった現在のデラウェア州北部を含む領域の領有を宣言すると軍隊を派遣して占領した。
これは間もなく第3次英蘭戦争でニューヨークがオランダに奪還されたために有耶無耶となっていた。
また、チャールズは北部のイロコイ連邦との領域紛争を終わらせることも企図し、サスケハノック族を説得してメリーランド領内のポトマック川沿いに移住させることで緩衝地帯とした。
ニューヨークに着任したアンドロスは、この状況を安定させるために動いた。まずレナペ族の酋長たちと親しくなり、彼らに他の部族との仲介役を依頼した。
これにより和平が成立する寸前、バージニアでインディアンを敵視するベーコンの反乱が発生した。これにより、ポトマック川沿いのサスケハノック族の砦が襲撃される事件が起こり、生き残った者は夜半に砦を脱出すると、一部は東のデラウェア湾へと逃れた。
1676年6月、アンドロスはサスケハノック族にニューヨークの管轄下に入れば、バージニア人やメリーランド人から彼らを守ることを約束した。また、モホーク族も彼らの領域でのサスケハノック族に定住を勧めた。
これらの申し出は好意的に受け止められたが、メリーランド当局は自分たちの領有権を強化するべく、彼らにデラウェア川に向かうよう指示し、したがってアンドロスの提示した和平案を同盟部族に納得させることができなかった。
アンドロスはこれに対し、メリーランドの手の届かないニューヨーク領にサスケハノック族を匿ったうえで、メリーランドにサスケハノック族へのアンドロスの提案を認めるか、平和的にサスケハノック族を連れ戻すかのどちらかを選ぶよう、強い言葉で脅した。合わせて、サスケハノック族の不在によってメリーランド領がイロコイ連邦の脅威に直接さらされることになったことを指摘し、自分が両者の仲介者となることを申し出た。
1677年2月と3月にレナペ族の村シャカマクソン（現在のフィラデルフィア）で会合が開かれた。主要な当事者たちが参加していたが最終合意には至らず、アンドロスはレナペ族と行動を共にしていたサスケハノック族に対し、4月にはニューヨーク領内に分散して定住するように求めた。
メリーランドは代表者としてヘンリー・コーシーをニューヨークに派遣し、アンドロスや、最終的にはイロコイ連邦との和平交渉に臨んだ。同時に測量士を派遣してデラウェア湾岸部における土地の区割り案をニューヨークに提示し、インディアンとの和平案を含ませつつ、さらにアンドロスに100ポンドの賄賂を渡して、この案を飲むように仕掛けた。
しかし、アンドロスはこの提案を拒絶し、結局、コーシーは、アンドロスやアルバニーのモホーク族を通じてさらなる交渉に臨まなければならなくなった。
1677年夏にアルバニーで行われた交渉によって合意された和平案は、後に「盟約の鎖」と呼ばれる一連の和平協定の基礎になったと考えられている。
アンドロスは、メリーランドが現在のデラウェア州に相当する地域を手に入れることを完全には防げなかったが、さらに多くの土地を手に入れれようとする野心を阻止することはできた。最終的にヨーク公はこれら係争地を含む土地をウィリアム・ペンに譲渡し、ペンシルベニア植民地が成立した。
このため、デラウェア州に相当する地域で、ペンシルベニアとメリーランドに領域紛争が発生し、この完全解決は1769年まで掛かった（ペン＝カルバート境界紛争）。

#### ニュージャージーの管轄権を巡る紛争

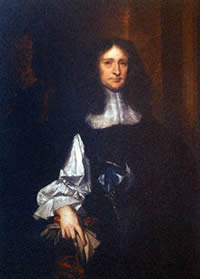
ニュージャージーの命名者でもあるジョージ・カータレットの肖像画。

ニューヨークの南部に隣接するニュージャージー植民地もアンドロス時代末期に領有権争いの場となった。
もともとニュージャージーは、ニューヨーク領であったが、1664年にヨーク公がジョージ・カータレットとジョン・バークレーに譲渡（売却）し、2人の領主によるニュージャージー植民地として成立したという経緯があった（ニュージャージーの名前もカータレットの命名による）。
しかし、元からいた開拓民はニューヨーク総督によって財産権を保証されたとして、ニュージャージー当局への納税を拒否するなど、植民地経営に支障をきたした。そこで1674年にバークレーは、2人のクエーカー教徒に西部地域の経営権を譲渡した。以降、ニュージャージーは事実上分裂し、カータレットが権益を持つイースト・ジャージーと、バークレーが権益を持つウエスト・ジャージーに分かれた。
1680年にカータレットが亡くなると、アンドロスはイースト・ジャージーをニューヨークに含めるべく動き始めた。これはアンドロス個人の発案ではなく、イングランド帰国中に与えられた命令に基づいていると考えられている。
カータレット没後、統治はその従兄弟のフィリップ・カータレットに引き継がれていた。
アンドロスは彼と個人的に親しかったが容赦せず、1680年にハドソン川沿いのジャージー側の港で起きた関税徴収を巡る問題を口実に、カータレットの家に兵士を派遣し、暴力を伴う逮捕を行わせ、ニューヨークに連行した。
アンドロス自ら判事を務める裁判が行われたが、陪審員はすべての容疑についてカータレットを無罪とした。
カータレットはジャージーに帰還したものの、逮捕時の怪我が原因で1682年に亡くなった。
事件後、ヨーク公はイースト・ジャージーの領有権をカータレット家に保証した。
また、アンドロスは1683年にカータレットの未亡人から200ポンドでオルダニーの領主権を得た。
大きな紛争には至らなかったが、ウエスト・ジャージー側でも領有権を巡る問題が起こった。現在のニュージャージー州バーリントンにウィリアム・ペンが派遣した入植者が入植しようとした時に、アンドロスは同地はニューヨークの管轄下にあるため、ヨーク公の許可が必要だとして抗議した。入植者はこれを受け入れ、ニューヨーク当局の認可を得ることに同意した。
最終的には、1680年にヨーク公がペンのためにウエスト・ジャージーの権利をすべて放棄したことで永久に解決した。

#### 悪評と本国召還
アンドロスの政敵たちは、領主であるヨーク公にいくつかの告発を行った。その中にはオランダ人事業者を贔屓し、ヨーク公ではなく私利私欲のために統治を行っていたというものも含まれていた。また、植民地収入が本国に過少申告されているという讒言もあった。
こうした告発を受けて、ヨーク公はアンドロスをイングランド本国に召還し、釈明するよう命じた。1681年1月にアンドロスはニューヨークを去り、現地軍の司令官であったアンソニー・ブロックホルズを総督代理に任じて事後を託した。ロンドンでの滞在は短いものと想定し、妻はニューヨークに残した。
しかし、アンドロスは1683年に総督職を解任され、後任にはリマリック伯トマス・ドンガンが任命された。
ニューヨーク総督として彼は優れた行政手腕を発揮したと考えられている。しかし、彼の態度は植民地人の対立者からは強権的なものと反発され、多くの敵を作ることになった。

### ニューイングランド総督
1685年にチャールズが急死し、ヨーク公ジェームズがジェームズ2世としてイングランド王に即位した。チャールズはイングランドのアメリカ植民地群を王領として一元管理する計画を立てており、ジェームズは構想を引き継いで1686年に、ペンシルベニア植民地を除く、ニューイングランド植民地群と中部植民地群を王室直轄地とするニューイングランド王領を設立した。そしてその初代総督としてジェームズはアンドロスを抜擢し、1686年6月3日に正式に勅命が下った。
ニューイングランド王領は、発足時はマサチューセッツ湾植民地（現在のメイン州を含む）を中心に、プリマス、ロードアイランド、コネチカット、ニューハンプシャーから構成されており、最終的にはニューヨーク、東西ジャージー、さらにペンシルベニアまで含める計画があった。統治にあたっては既存の植民地議会からの代表を中心とする評議会と王室から任命された総督が行う制度であり、アンドロスの着任までは暫定首長を議長のジョセフ・ダドリーが担った。この統治体制については、商務卿は総督の専制統治にしたいと考えていた。また、議員に対して交通費などは支給されなかったために遠方植民地出身者が首都ボストンに来るのは課題が多く、結局、議員のほとんどは近場のマサチューセッツ湾とプリマスの出身者で占められていた。
1686年12月20日、アンドロスは植民地の首都となるボストンに到着した。暫定統治者であったダドリーから権限を受けると、ただちに職務を開始した。アンドロスは妻とボストンで再会したが、彼女は現地に到着から間もなく1688年に亡くなった。

#### 国教会形式の礼拝
アンドロスは着任早々に、各ピューリタン教会に、そこでイングランド国教会の礼拝は可能かと諮問した。いずれの教会も礼拝は認めないと拒絶した。そこでアンドロスはサミュエル・ウィラードが牧師を務めていたボストンの第三教会の鍵を提出させ、そこを強制的に国教会の礼拝も可能な場所として使用した。これは、1688年にキングス・チャペルが竣工するまで、ロバート・ラトクリフ牧師の下で行われ続けた。
こうした行動は、アンドロスが強固な国教会派であるとの印象を現地のピューリタンに持たせ、また、後には「恐ろしいカトリックの陰謀」に関与していたとの批難を受ける口実ともなった。

#### 歳入の整備
アンドロスは着任すると王領内の法律をイングランド本国に近づけ、整合性を取る作業に着手した。この作業は非常に時間が掛かるものであったために、1687年3月、アンドロスは既存の法律は改正されるまで有効であるとの布告を行った。前述の通り、マサチューセッツでは既存の税法がすべて廃止されていたがために、地主からなる委員会によって、全領土に適用される税制計画が提案された。
最初の案では主に酒類に対して輸入関税を設けることが提案された。紆余曲折の後、結局、委員会は元のマサチューセッツの税制を復活させることを決めた。この法律では家畜に対する税金が高すぎると考える農民には不評であった。
また、当面の歳入を確保する手段として、酒類の輸入関税を引き上げることもアンドロスによって承認された。
新たな歳入法の施行にあたっては、多くのマサチューセッツの地域社会から激しい抵抗を浴びた。いくつかの町では町の人口と財産を査定する委員の選出すら拒否し、その結果、多くの町の役人が逮捕されてボストンに連行された。この中には罰金を課せられて釈放された者もいれば、職務の遂行を約束するまで投獄されていた者もいた。イプスウィッチの指導者たちは、この法律に最も強く反対の声を挙げていたが、彼らは軽犯罪の罪で逮捕されると有罪判決を受けた。
少なくとも税率が高くなったロードアイランドを含め、他の植民地では新法への抵抗運動はなかった。プリマスの比較的貧しい土地所有者は家畜に対する高い税金のために経済的打撃を受け、この結果、従来は町全体の資金源であった捕鯨の収入が、ニューイングランド政府に納付されることとなった。

#### タウンミーティング法
自治植民地ではその自治の一環として住民によるタウンミーティングが行われていた。
アンドロスは納税への抗議に対してこれを制限しようとした。具体的には集会は年1回とし、役人の選出時のみ開催できるとした。これ以外のいかなる時期・理由による会議開催は法律で明確に禁止された。このことは人民の代表（議会）の同意なくば課税は認められないとしたマグナ・カルタに違反するとして、多くの住民たちの抗議を呼んだ。

#### 土地所有権の整理
アンドロスは植民地における土地所有制度をイングランドのそれに近づけ、税として免役地代（quit-rents）を導入することを命じられていた。問題になったのはイングランドと違って、植民地人の大多数は土地所有者であったことであり、すなわち、この政策は入植者たちの大半に大きな打撃を与えることを意味していた。テイラーは、入植者たちは「安全な不動産は自分たちの自由・地位・繁栄の基礎と捉えており（中略）自分たちの土地所有権への広範に負荷を与える挑戦と感じ、恐怖を覚えた」と説明している。
自治時代のマサチューセッツ、ニューハンプシャー、メインで発行された権利書は、植民地印章の押印がないなど形式的な欠陥がよくあり、その結果、そのほとんどに地代支払いの義務がなかった。
これは例えば、コネチカットとロードアイランドのように植民地の特許を受ける前に交付されており、しばしば所有権を巡る係争の原因となった。
アンドロスがこの問題に対して行ったアプローチは二重に分裂を招いた。
1つにアンドロスは地主に所有権の確認手続きを求めたが、一部の者を除き、大半の地主は自分の土地を失う可能性を考えてこれを無視した。中には総督による土地の収奪を行うための浅はかな口実と捉える者すらいた。
2つに所有権を裏付ける植民地特許の問題があった。プリマスはそもそも特許を受けておらず、マサチューセッツは取り消された特許に基づいて承認された所有権であった。よって広大な土地を所有する者も含めてプリマスとマサチューセッツの地主たちはこの確認手続きを拒絶した。
結局のところ、アンドロスの狙いは既存の所有権を1度無効化して、王領政府への再確認を義務付け、その手数料と地代を徴収することにあった。
アンドロスは不法占有令状（writs of intrusion）を発行し、所有権の証明を強制しようとしたが、多くの土地を所有する大地主たちは、再証明の手続きではなく、個別の異議申し立てで応じた。
結局、アンドロス政権下では新たな土地所有権の認証はほとんど発行されなかった。200件の申請のうち承認されたのはわずか20件程度であった。

#### コネチカットの完全併合
王領の範囲にはコネチカット植民地も含まれていたが、同植民地は強かに抵抗した。
着任間もないアンドロスは、コネチカットの知事ロバート・トリートに特許の破棄を求めた。コネチカットは表面的にはアンドロスとその政府の権威を認めていたが、直接的な支援を行わず、特許状の破棄命令にも応じなかった。アンドロスとトリートが特許状を巡って交渉している間も、変わらず特許状に基づいた統治がなされ、四半期ごとに議会を開き、役人の選出が行われていた。
1687年10月、業を煮やしたアンドロスは直接現地へと赴いた。10月31日、儀仗兵を伴ってハートフォードに到着したアンドロスは当夜に、植民地の指導者らと会談を行った。この席上で、植民地政府側が特許状を机の上に置いて閲覧させたが、突然、照明が落ち、戻った時には特許状が消えていた。
特許状は近くのオークの木（後にチャーター・オークと呼ばれる）に隠されていたとされ、このため近隣の建物内の捜索などを行われたが発見には至らなかった。
コネチカットの記録によれば同日に、政府は印章を破棄し、活動停止した。アンドロスはボストンに帰る前にコネチカット領内を回り、司法官やその他役人の任命を行った。
1687年12月29日、王領評議会はコネチカットにも法律を適用することを決定し、併合が完了した。

#### ニューヨークとジャージーの併合

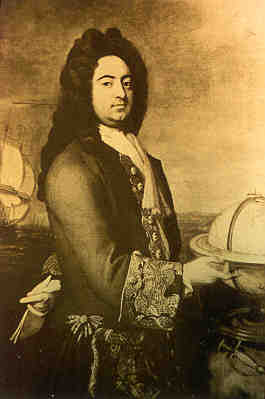
王領副総督フランシス・ニコルソンの肖像画。ニューイングランド時代はアンドロスの部下として協力関係にあったが、後のバージニア時代では政敵となる。

1688年5月7日、ニューヨーク、イースト・ジャージー、ウエスト・ジャージーの各植民地の併合が完了した。これらは王領首都のボストンから遠く離れていたため、この地域の統治は王領副総督に任命されたフランシス・ニコルソンがニューヨーク市で行うことになった。ニコルソンは陸軍隊長で、1687年初頭にアンドロスの儀仗兵の一員（のち評議委員）としてボストンに来た植民地書記官ウィリアム・ブラスウェイトの弟子にあたる人物だった。
1688年の夏、アンドロスはまずニューヨークに趣き、次にジャージーを訪れ、委員会の設置を行った。ジャージーの土地所有権は複雑であった。マサチューセッツと同様に特許の取り消しによってその所有権は曖昧なものとなっていたが、地主たちは伝統的な荘園制の観点からアンドロスに請願を行い、概ねその所有権は認められいた。
結局、政府中枢から離れていたことや、1689年に予期せず王領が突如崩壊したことで、王領時代のジャージーは比較的平穏であった。

#### インディアンとの外交
1687年、ヌーベルフランス総督デノンヴィル侯爵はニューヨーク西部のセネカ族の村々への襲撃を始めた。その目的は、オールバニのイングランド人とセネカ族が属するイロコイ連邦との貿易を妨害し、またニューヨーク総督時代のアンドロスが1677年に結んだ和平協定「盟約の鎖」を手切れにされることにあった。
ニューヨーク総督トマス・ダンガンは支援を求め、ジェームズはアンドロスに救援を命じた。同時にジェームズはルイ14世との交渉も開始し、北西部辺境地の緊張が緩和された。
しかし、ニューイングランドの北東部辺境地ではアベナキ族がイングランド人入植者に不満を抱き、1688年初頭に攻撃を開始した。アンドロスはメインに遠征すると多くのインディアン集落を襲撃した。またペノブスコット湾にあったフランスのサン＝カスタン男爵の交易拠点と住居も襲撃した。この時、アンドロスはカトリックの礼拝堂の保全を指示したが、これは後に、彼がカトリック教徒だと非難される原因となった。
1688年8月、アンドロスはニューヨークの行政権を継承し、オールバニでイロコイ族と会談して協定の更新を行った。この会談においてはアンドロスは、イロコイ族のことを「同胞」（"brethren"）ではなく「子供」（"children"）と呼んで、彼らを困惑させた（すなわちアンドロスはイロコイ族を対等な存在ではなく、自分たちに従属していると見ていた）。
アンドロスのニューヨーク滞在中に再びメインの状況が悪化した。入植者たちはインディアンの村を襲撃し、彼らを捕虜にした。これはボストンのニューイングランド評議会による、現地辺境部の民兵司令官に出された、襲撃に関与した疑いのあるアナベキ族を逮捕しろという命令に基づくものであった。
この結果、女性や子供を含む20名を植民地民兵が捕縛することになったが、地元当局はその扱いに困り、彼らを最初はファルマス、次にボストンへと連行した。これは他のインディアンらを激怒させ、彼らの無事の帰還を保証させるためにイングランド人を人質にするという事件を起こした。
アンドロスはメインの入植者たちを批難し、インディアンを即時解放してメインへ帰すように命じた。この時の捕虜交換では小競り合いが発生してイングランド人4名が死亡するという事態が起き、メインでの不満が高まった。
その後、アンドロスは大軍を率いてメインに進駐し、アンドロス砦を含む、防衛のための要塞群の追加建設に着手した。
アンドロスはメインで冬を過ごすことになったが、この間にイングランド本国では名誉革命が行っていた。その情報が植民地に届き、ボストンで不満が高まっているとの噂を聞くと、3月にボストンに帰還した。

#### 名誉革命とボストン暴動による失脚

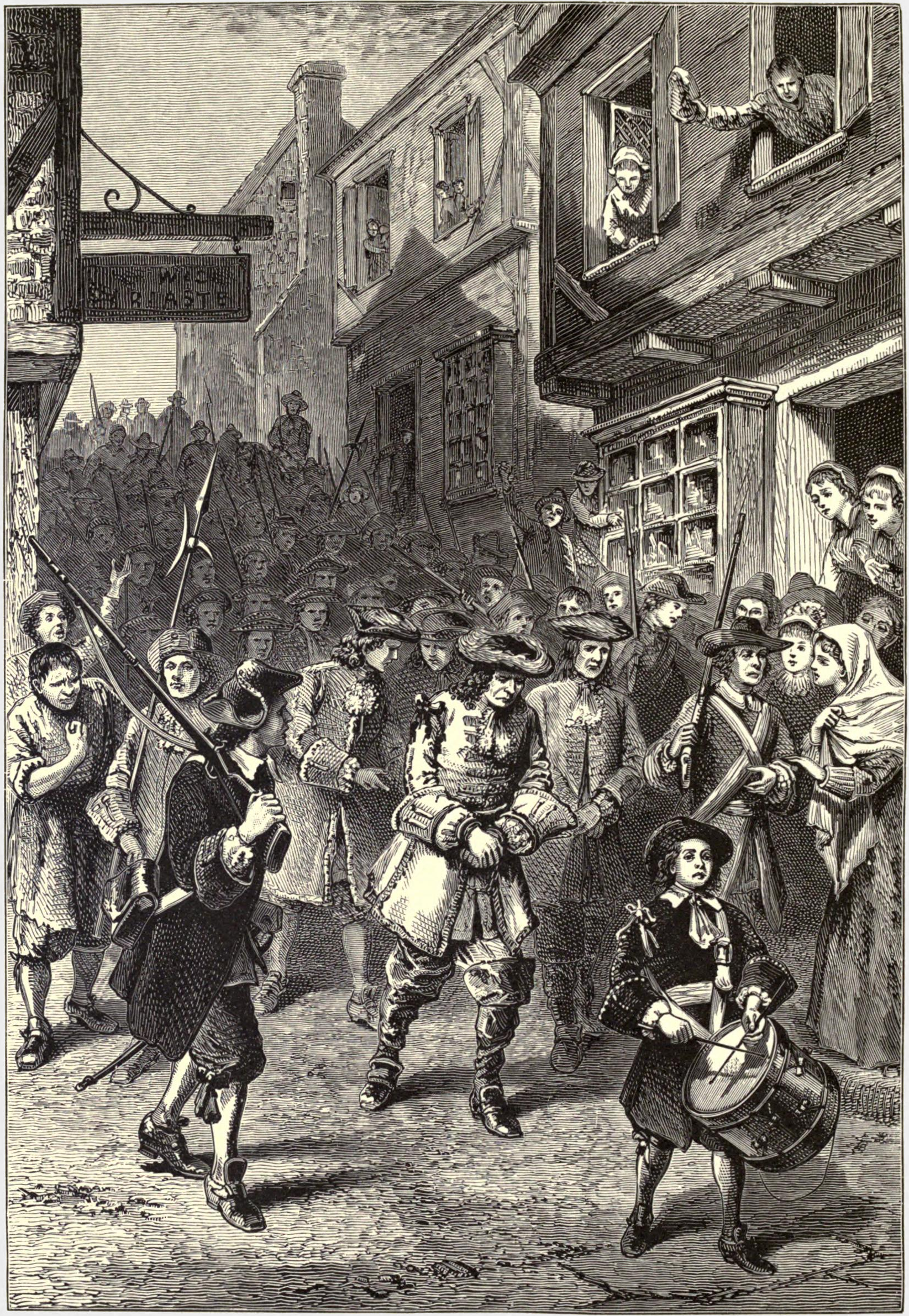
ボストン暴動で捕縛されたアンドロスが連行されるシーンを描いた版画（ウィリアム・A・クラフト作、1876年）

1688年12月、名誉革命が発生し、ジェームズ2世は国を追われた。
国王への嘆願のため偶然ロンドンにいたマサチューセッツ湾植民地の有力者であるインクリース・マザーは、新国王のウィリアム3世とメアリー2世に忠誠を誓うと、革命の報がアメリカ植民地に届くのを遅らせる工作を願い出た。こうして時間を作ったインクリースは、王領政府を打倒するための準備を水面下で行った。
ボストンに本国での政変の情報が届いたのは1689年4月であった。4月18日、あらかじめインクリースから指示を受けていたマサチューセッツ湾植民地の元知事サイモン・ブラッドストリートは訓練された「暴徒」を率いてボストンを襲撃した。暴徒らは王領政府の役人やイングランド国教徒たちを拘束した。アンドロスは部下たち共に市の南側にあるフォート・メアリー駐屯地に籠城した。
暴動の主犯であるブラッドストリートは、自分は暴動とは無関係と主張しながら、暴徒からアンドロスの身の安全を保証するために降伏を勧めた。
アンドロスはこの勧告を拒否し、当時ボストン港に唯一停泊していた英国海軍の軍艦ローズ号に救援を求めたが、ローズ号から差し向けられたボートは民兵隊に拿捕されてしまい、脱出は失敗した。
交渉が続けられ、アンドロスは反乱軍政府と会うために護衛付きで評議会のあるタウンハウスまで来たが、そこで彼らに拘束された。
ダニエル・フィッシャーはアンドロスの襟首を掴んで連行し、王領政府の役人ジョン・アッシャーの家に厳重な監視付きで監禁した。
19日にフォート・メアリーが陥落すると、アンドロスの身柄はアッシャーの家からそこに移された。その後、ダドリーら他の王領政府の役人たちと共に6月7日まで監禁された後、さらにキャッスル島に移された。
この期間中、アンドロスが女装して脱出を試みて失敗したという逸話が知られているが、国教会の牧師ロバート・ラットクリフは総督の権威を貶めるために流布された虚偽の話だと指摘している。
8月2日、アンドロスは、見張りに酒を飲ませて酔わせ、島からの脱出を図った。ロードアイランドまで逃亡することに成功したが、発見され、拘束され、事実上の独房監禁に置かれた。
その後、10ヶ月の拘留を経てアンドロスらは裁判のためイングランドに送還された。
マサチューセッツの捜査官が告訴状への署名を拒否したことで、裁判所は即座に告訴を却下し、アンドロスの釈放を命じた。
彼は自身への批難に対し、自分は植民地とイングランドの法律を一致させるための命じられた職務を遂行したまでだと反論した。
アンドロスが囚われている間、彼や旧王室政府の権威が強かったニューヨーク植民地も危機に陥っていた。5月末に地元民兵隊の隊長であったジェイコブ・ライスラーが反乱を起こし（ライスラーの反乱）、副総督フランシス・ニコルソンはイングランドへの逃亡を余儀なくされていた。この反乱は最終的に1691年にウィリアムに任命されたヘンリー・スローター（のちニューヨーク総督）による鎮圧まで続いた。
正副両総督と、その直轄政府が無くなったことにより、ニューイングランド王領は自然消滅した。王領だった地域は、一部の例外を除き、設立以前の統治状態に戻った。

### バージニア総督

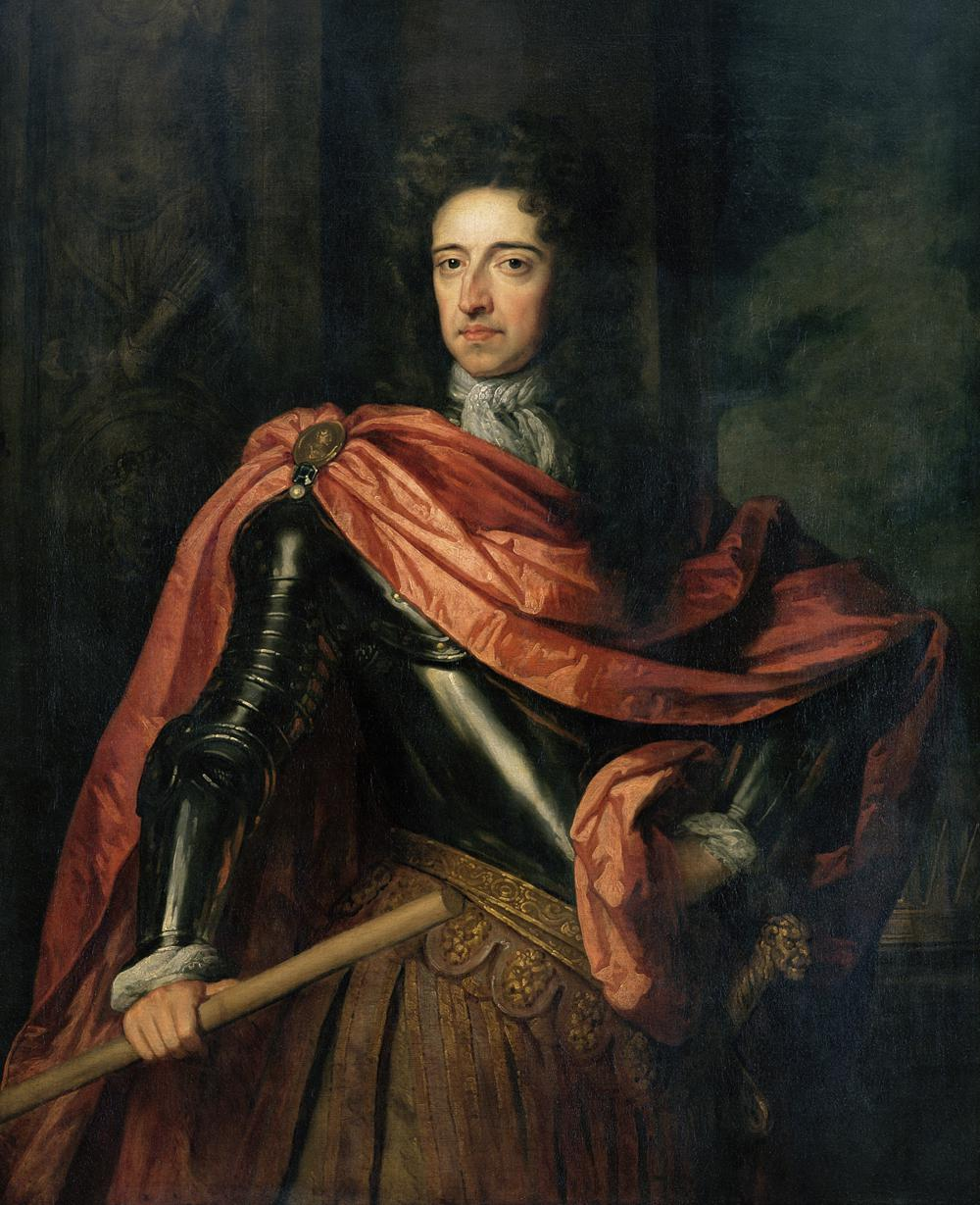
ウィリアム3世の肖像画。アンドロスはオランダ時代に面識があり、新王室の下でも重用され、バージニア総督に任ぜられた。

イングランドに帰還したアンドロスは、新しい王室でも歓迎された。アンドロスはかつてオランダ宮廷を訪れており、新国王ウィリアム3世と面識があった。
アンドロスはウィリアムに、亡命中のジェームズに会う名目で、フランスの軍事計画を手に入れる諜報活動を進言した。しかし、この計画は却下された。
1691年7月にはエリザベス・クリスプ・クラップハムと再婚した。彼女はアンドロスの先妻メアリーの縁戚であったクリストファー・クラップハムの未亡人であった。
1692年2月にバージニア総督エフィンガム卿が辞任し、ウィリアムはアンドロスを後任に任命した。
この決定はかつての部下フランシス・ニコルソンとの関係を悪化させた。
ニコルソンは当時バージニアの副総督を務めており、総督への昇進を望んでいたが、アンドロスによってそれが阻まれる形となった。代わりに彼に与えられたのはメリーランド副総督の職であった。
ニコルソンとの険悪な関係はこの総督職の件だけではなく以前からあったものだという。その理由は不明だが、同時代の記録によれば、ある取引によってニコルソンはアンドロスに並々ならぬ怒りを抱くようになったという。
もっとも、アンドロスの現地着任時は、ニコルソンは愛想よく彼を迎え入れ、間もなくイングランドに帰国した。

#### バージニア行政
アンドロスは1692年9月13日にバージニアに到着し、1週間後に任務を開始した。
彼はミドルプランテーション（後のウィリアムズバーグ）に定住し、1695年までそこで暮らした。
1676年のベーコンの反乱以降、維持できていなかった植民地の記録整理に取り組み、奴隷反乱を防ぐための法律の施行を推進した。
また、アンドロスは、当時タバコのモノカルチャーであったバージニア経済の多様化を奨励し、綿や亜麻などの新しい作物の導入や織物の製造を勧めた。当時は九年戦争（1688年-1697年）の最中であり、商船は護衛付きで動く必要があったために、輸出志向の経済は悪い影響を受けていた。バージニアの商船は軍の護衛を受けられなかったために、その商品をヨーロッパに輸出することができないでいた。
バージニアは、長らく総督職を歴任してきたアンドロスにとって、初めて地元議会との協調を余儀なくされた土地であった。概してアンドロスは議会と友好的ではあったが、特に戦争や植民地防衛に関する議題では抵抗にあった。例えばアンドロスは海域警護のために武装船を雇ったり、フランス人やインディアンの侵入を防ぐためにニューヨーク植民地を防波堤にすべく資金援助を行ったが、これは議会にとって不満があった。また、1696年には国王の命令でニューヨークに兵士を送ることになり、議会は渋々1,000ポンドの支出を決定した。
もっともこうしたアンドロスの防衛政策は功を奏し、ニューヨークやニューイングランド時代と異なり、彼の任期中に任地が外部からの攻撃を受けることはなかった。

#### ジェイムズ・ブレアとの対立と失脚
アンドロスは著名な国教会の司祭であるジェイムズ・ブレアと敵対した。ブレアは国教会の牧師育成のための新しい大学設立に動いていたが、アンドロスは支持しなかった。
この計画をアンドロスの政敵ニコルソンは支持し、しばしば任地のメリーランドからバージニアを訪れてはブレアと協議した。
結果としてこの二人の協力がアンドロスを辞任に追い込んだ。
ブレアの告発は、その多くが曖昧で不正確なものであった。彼が望んだ大学はウィリアム・アンド・メアリー大学として1693年に創立された。
アンドロスは大学の礼拝堂を建設するためのレンガ代を自身の基金から寄付し、さらに植民地議会に毎年100ポンドの予算を割り当てさせるよう掛け合うなど、ブレアの主張とは異なり、大学創立に好意的な様子を見せている。
しかし、ブレアの告発は受理され、1697年に宗教裁判所にて、商務庁と国教会によるアンドロスへの審問が開始された。
折り悪く、当時はホイッグ党が勢力を握った時期であり、商務庁はアンドロスを支持せず、巻き返すこともできなかった。対して国教会はブレアとニコルソンの主張を強く支持した。
1698年3月、アンドロスは疲労と病気を訴え、イングランドへの帰国を求めた。この訴えは受理され、同年に正式に総督を辞任した。

### ガーンジー副総督と晩年
イングランドに帰国したアンドロスはガーンジー代官としての職務を再開し、ロンドンとガーンジー島を行き来きする生活を行った。ロンドンではデンマーク・ヒルに自宅があった。
また1703年に2番目の妻が亡くなったが、1707年にはエリザベス・フィッツハーバートと再婚した 。
1704年にアン女王よりガーンジー副総督に任命され、1708年まで務めた。1714年2月24日にロンドンで亡くなり、ソーホーのセントアン教会に埋葬された。最後の妻エリザベスは1717年に亡くなり、アンドロスの近くに埋葬された。
この教会は第二次世界大戦で破壊され、アンドロスの墓は残っていない。
アンドロスは3度結婚したが、いずれも嫡男には恵まれなかった。

## 死後・評価
アンドロスはニューイングランド地域、特にコネチカットで悪名高い人物であり、同州では歴代植民地総督の一覧から彼を外しているほどである。
植民地では嫌われていたものの、彼はイングランド本国から命令された政策を実行し、王室の計画を進めたことで、本国からは有能な行政官として認められていた。
伝記作家メアリー・ルー・ラスティグは、アンドロスは「熟達した政治家、勇敢な兵士、洗練された廷臣、そして献身的な公僕」であったが、そのスタイルは「横暴かつ独断的かつ専制的」で機転が利かず、妥協点を見つけ出すのが難しかった、と評している。
歴史家のマイケル・カメンは、アンドロスが植民地で果たした役割のすべてが失敗であったと次のように述べている。